# خورخي بولانيو
خورخي بولانيو (بالإسبانية: Jorge Bolaño)‏ (28 أبريل 1977 - 6 أبريل 2025)، هو لاعب كرة قدم كولومبي. لعب مع منتخب كولومبيا لكرة القدم. سبق له أن لعب في كأس العالم لكرة القدم مع منتخب بلاده.

## روابط خارجية
- خورخي بولانيو على موقع الاتحاد الدولي (مؤرشف)  (الإنجليزية)
- خورخي بولانيو على موقع قاعدة بيانات كرة القدم.إي يو (الإنجليزية)
- خورخي بولانيو على موقع ناشيونال فوتبول تيمز (الإنجليزية)
- خورخي بولانيو على موقع عالم كرة القدم.نت (الإنجليزية)